# Solanum chamaepolybotryon
Solanum chamaepolybotryon är en potatisväxtart som beskrevs av Friedrich August Georg Bitter. Solanum chamaepolybotryon ingår i släktet skattor som ingår i familjen potatisväxter. Inga underarter finns listade i Catalogue of Life.